# Vibrissa

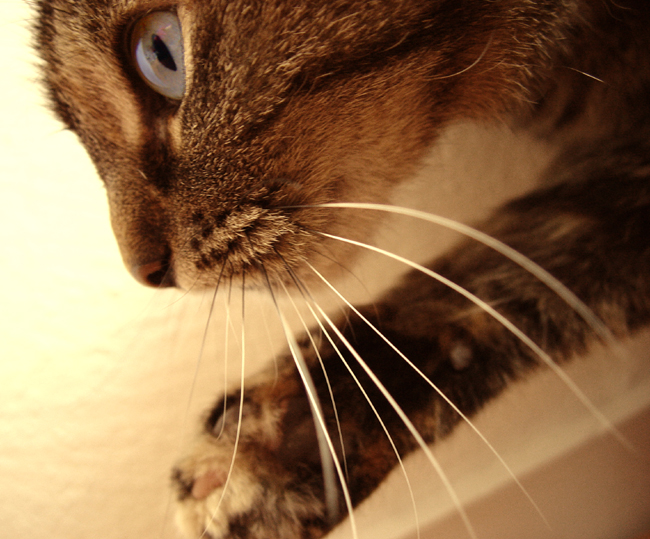
As vibrissas de um gato, chamadas popularmente de "bigodes"

As vibrissas são órgãos sensoriais próprios de certos animais, principalmente dos mamíferos. São prolongamentos de pelos queratinosos entre os mamíferos e plumas dos pássaros que transmitem vibrações aos órgãos sensoriais situados na base, popularmente chamados de "bigodes". São encontrados em quase todos os mamíferos, tendo-se poucas exceções, como os golfinhos, por exemplo. Nos humanos são encontradas nas fossas nasais. As vibrissas aparecem possivelmente em mamíferos do triássico como o Cynognathus.

## Mamíferos
Assim como entre os gatos e outros felinos, bem como entre os roedores, são chamados de "bigodes".

### Rato
Entre os ratos, as vibrissas, chamadas popularmente de "bigodes", auxiliam na percepção do movimento, principalmente em casos de visão comprometida.
Trinta e cinco vibrissas ficam dispostas em arranjos (A, B, C, D, E) e em arcos (1, 2, 3, etc.) em cada parte do focinho. Eles são ativados pelo deslocamento (cerca de 25 são suficientes). Durante a exploração noturna, as contrações musculares papilares mexem as vibrissas a um ritmo uníssono de 5-8 Hz.

### Gato
Para os gatos, assim como para grande parte dos felinos, as vibrissas lhe permitem avaliar variações do ar em um ambiente próximo. Assim, durante a noite, essas diferentes variações, permitem ao gato detectar qualquer objeto que passa próximo dele.
As vibrissas dão ao gato, e aos demais felinos, a capacidade de previsibilidade quase infalível. Elas são totalmente sensíveis ao ar, o que lhes permite sentir o tremular da terra, um temporal, a chegada de uma tempestade ou acontecimentos que provocam variações ínfimas, mesmo que tais eventos não aconteçam definitivamente.
Esta particularidade explica por qual motivo o gato ocasionalmente tende a correr como um louco quando não há razão aparente.
Com o órgão de Jacobson (odor e gosto) e as patas almofadadas (tato), as vibrissas constituem o terceiro órgão de importância para os felinos (táctil) e a quarta é a visão. Portanto, o gato não precisa de sua língua ou de seus olhos para caçar, pois as vibrissas lhe aportam todas as informações sobre o ar, hormônios, a orientação e força do vento, a pressão do ar. 
As vibrissas lhes informam sobre a proximidade de presas ou de seus congêneres.

### Cavalo
No cavalo, esses longos pelos são encontrados em toda altura da boca. Elas são úteis ao cavalo quando ele não pode ver aquilo que lhe é dado e está próximo, mas que não pode perceber com segurança.

### Mamíferos marinhos
Entre as numerosas espécies de mamíferos marinhos, as focas e certas baleias possuem vibrissas na idade adulta. Por outro lado, os golfinhos não têm vibrissas.

## Pássaros
As vibrissas dos pássaros são feitas de plumas setiformes. Para aves que caçam à noite e tem parte da visão, essas plumas situadas na altura do bico auxiliam na captura de suas presas.

## Galeria

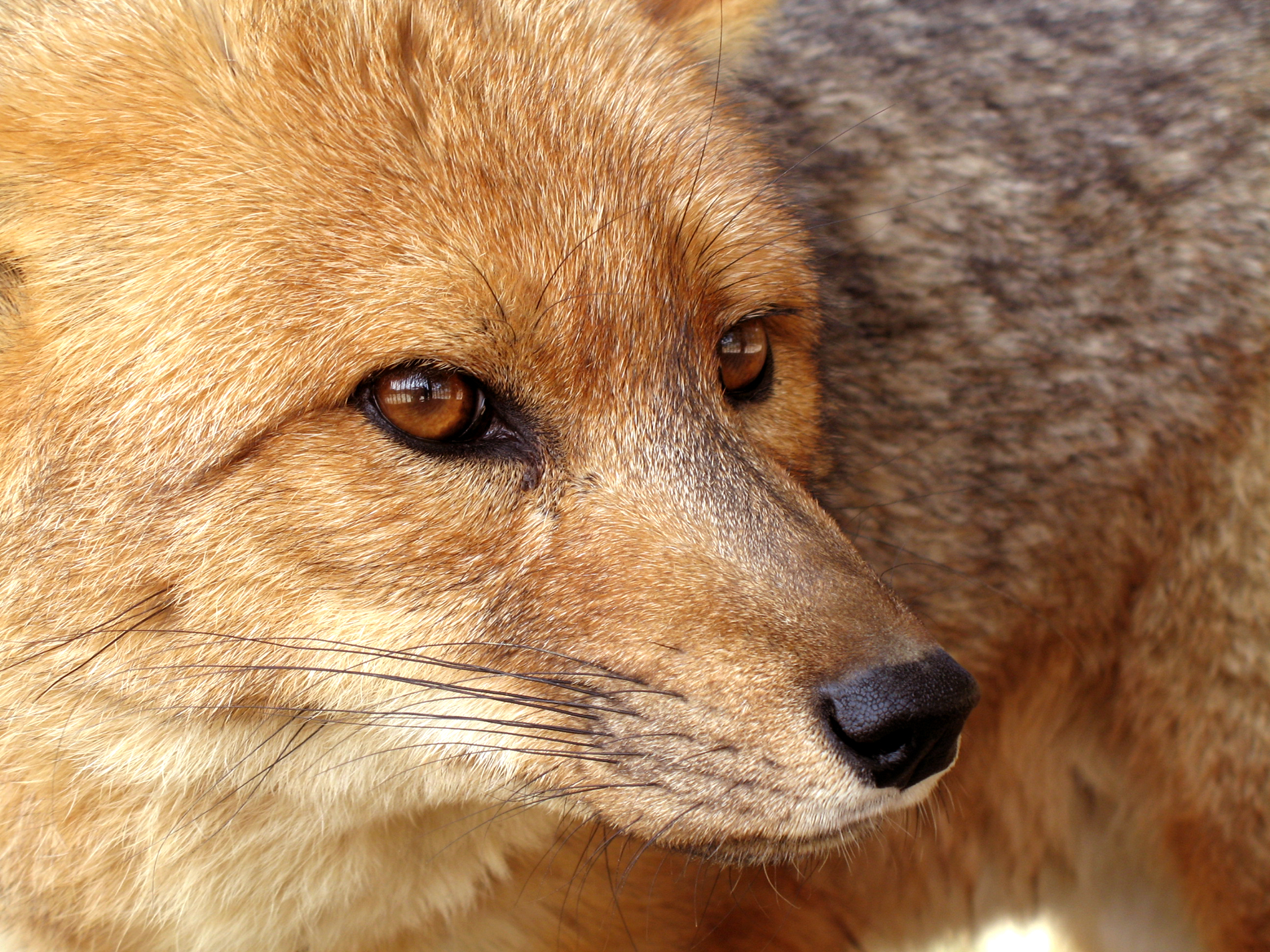
Vibrissas de uma raposa-colorada
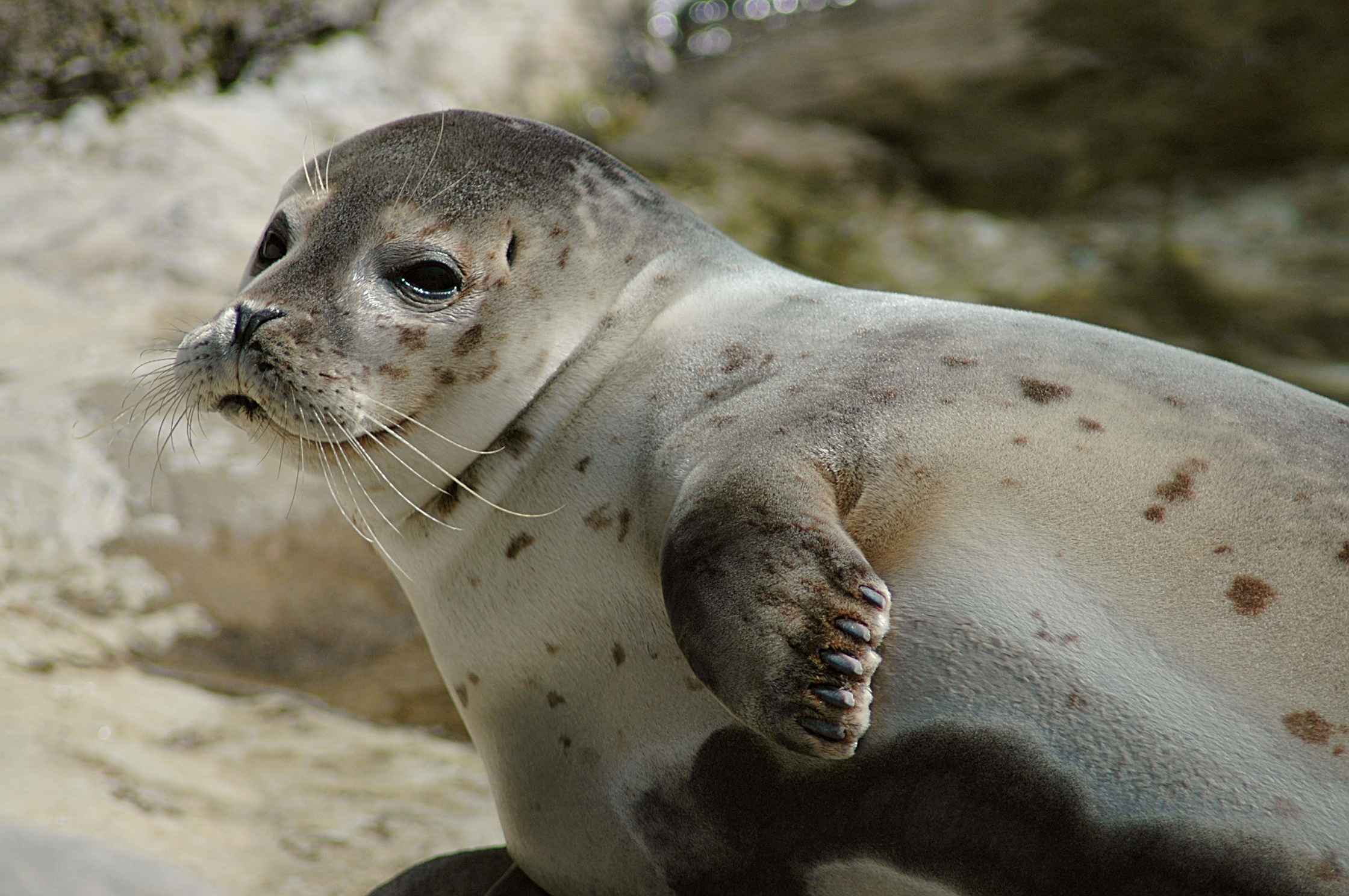
Vibrissas próximas do nariz e em torno dos olhos de uma Phoca vitulina
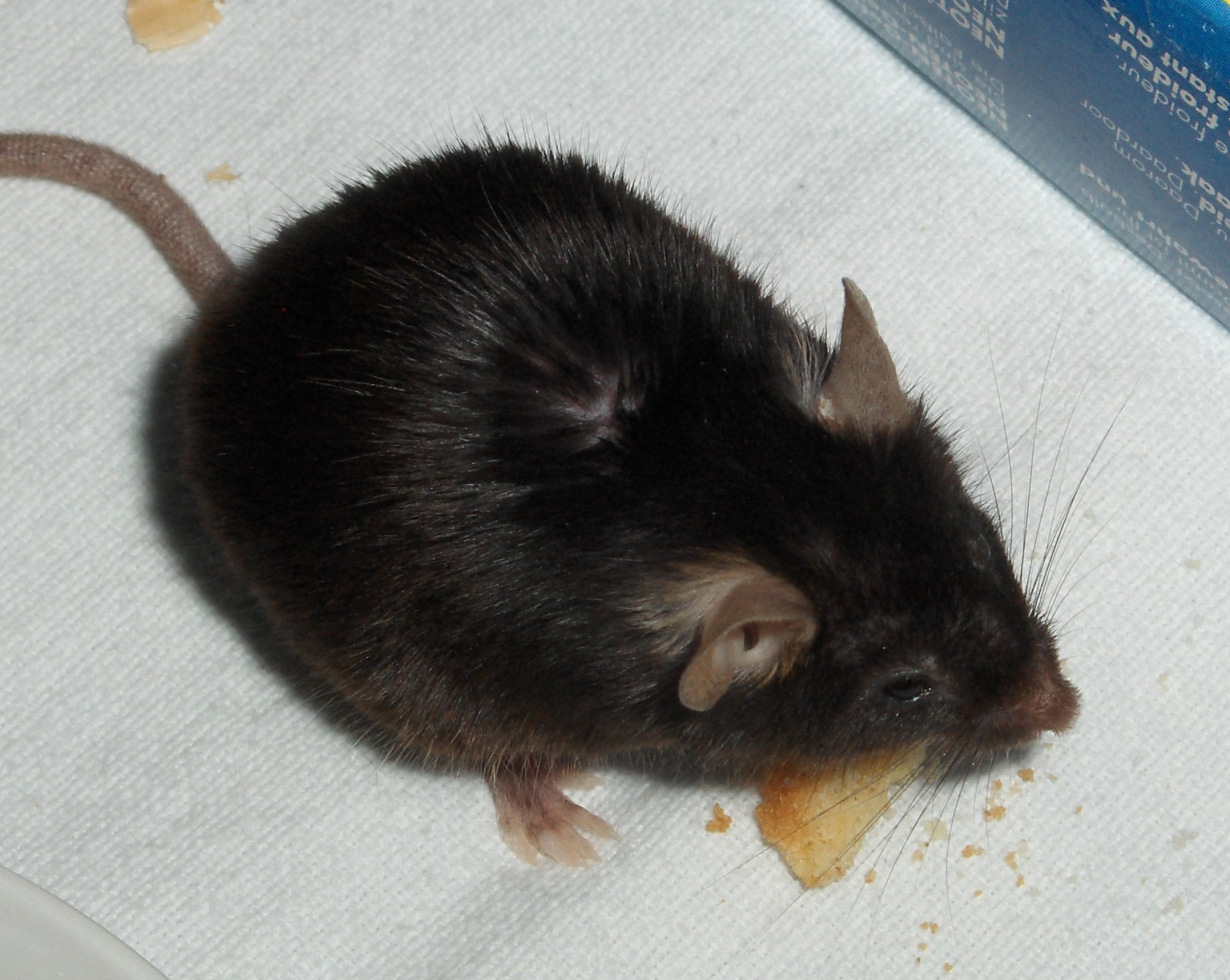
As vibrissas em torno do nariz de um rato